# 泰寧寺 (石岡市)
泰寧寺（たいねいじ） は、茨城県石岡市根小屋にある曹洞宗の寺院。

## 歴史
永正6年（1509年）、佐竹氏一族の石塚氏により常陸国茨城郡石塚（現在の茨城県東茨城郡城里町）に創設された。開基は石塚城主・佐竹大膳亮義高、開山は天海舜政。
天正年間（1573年-1592年）または文禄4年（1595年）、石塚氏が佐竹氏の命により太田資正（天正19年（1591年）没）の後任として片野城（現在の石岡市根小屋）に転封されたため、根小屋村の現在地に移された。
慶長7年（1602年）、佐竹氏が出羽国秋田に転封させられると石塚氏も片野城を去ったが、泰寧寺は根小屋村に残り、代わって片野藩主となった滝川氏が泰寧寺を菩提寺として引き継いだ。元禄10年（1697年）に近江国に所領を移されるまで、滝川氏の初代滝川雄利、第2代滝川正利、第3代滝川利貞の3代が泰寧寺に葬られた。
明和4年（1767年）、明和事件で刑死した山県大弐の墓が滝川家墓所の近くに建立された（後述のとおり明治維新後に建立されたとする説もある。）。
寛政2年（1790年）、滝川家当主の滝川利済が水災で失われた滝川雄利の墓碑に代わる石碑を建立し、泰寧寺に供養を依頼した。
嘉永2年（1849年）、火災により焼失し、安政4年（1857年）、堂宇を再建した。

## 史跡
- 山県大弐の墓（茨城県指定史跡 昭和10年11月26日指定）
江戸時代中期の尊王家山県大弐の墓。本堂裏手の墓地の石段を上った一段高い場所にある。大弐の墓は他に山梨県甲斐市の山県神社、東京都新宿区の全勝寺の2か所にあるが、泰寧寺の墓は、伝承によれば、根小屋村出身の門人薗部文之進が刑場に晒されていた大弐の首を持ち帰って埋葬した首塚である。死後間もない明和年間に建立したとする説[7]と、薗部家の自宅にひそかに埋められた首を明治になってから掘り出して泰寧寺に改葬したとする説[9]があり、地元の行政機関は後者の説に従っている[6][10]。

- 泰寧寺の入口
- 泰寧寺本堂